# 340 Dywizja Strzelecka (ZSRR)
340 Dywizja Strzelecka (ros. 340-я стрелковая дивизия) – związek taktyczny (dywizja) Armii Czerwonej.
Sformowana w 1941 roku w związku z niemiecką agresją na ZSRR. Broniła Moskwy zimą 1941, w 1943 wyzwalała Charków i Kijów. Przeszła szlak bojowy przez Ukrainę, wojnę zakończyła w czechosłowackim mieście Karwina.